# Marignane Gignac Football Club
O Marignane Gignac Football Club é um clube de futebol com sede em Marignane, França. A equipe compete no Championnat de France Amateur.

## História
O clube foi fundado em 1924.